# Paronychia taurica
Paronychia taurica là loài thực vật có hoa thuộc họ Cẩm chướng. Loài này được Borhidi & Sikura mô tả khoa học đầu tiên năm 1961.